# WTA Stockholm
Das WTA-Turnier von Stockholm (offiziell Nordea Nordic Light Open) ist ein ehemaliges Tennisturnier der WTA Tour, das in der schwedischen Hauptstadt Stockholm stattfand. Zwischen 1975 und 1980 wurde es insgesamt dreimal auf Teppichbelag in der Halle ausgetragen.
Der Freiplatzwettbewerb wurde von 2004 bis 2008 als Nachfolger des Turniers von Espoo auf Hartplätzen ausgetragen. Ersetzt wurde es durch das WTA-Turnier von Båstad.

## Siegerliste

### Einzel
| Jahr                         | Siegerin            | Finalgegnerin       | Ergebnis      |
| ---------------------------- | ------------------- | ------------------- | ------------- |
| 1975                         | Virginia Wade       | Françoise Dürr      | 6:3, 4:6, 7:5 |
| 1976–1978: nicht ausgetragen |                     |                     |               |
| 1979                         | Billie Jean King    | Betty Stöve         | 6:3, 6:7, 7:5 |
| 1980                         | Hana Mandlíková     | Bettina Bunge       | 6:2, 6:2      |
| 1981–2003: nicht ausgetragen |                     |                     |               |
| 2004                         | Alicia Molik        | Tetjana Perebyjnis  | 6:1, 6:1      |
| 2005                         | Katarina Srebotnik  | Anastassija Myskina | 7:5, 6:2      |
| 2006                         | Zheng Jie           | Anastassija Myskina | 6:4, 6:1      |
| 2007                         | Agnieszka Radwańska | Wera Duschewina     | 6:1, 6:1      |
| 2008                         | Caroline Wozniacki  | Wera Duschewina     | 6:0, 6:2      |

### Doppel
| Jahr                         | Siegerinnen                                    | Finalgegnerinnen                         | Ergebnis         |
| ---------------------------- | ---------------------------------------------- | ---------------------------------------- | ---------------- |
| 1975                         | Françoise Dürr Betty Stöve                     | Evonne Goolagong Cawley Virginia Wade    | 6:3, 6:4         |
| 1976–1978: nicht ausgetragen |                                                |                                          |                  |
| 1979                         | Betty Stöve (2) Wendy Turnbull                 | Billie Jean King Ilana Kloss             | 7:5, 7:6         |
| 1980                         | Mima Jaušovec Virginia Ruzici                  | Hana Mandlíková Betty Stöve              | 6:2, 6:1         |
| 1981–2003: nicht ausgetragen |                                                |                                          |                  |
| 2004                         | Alicia Molik Barbara Schett                    | Anna-Lena Grönefeld Emmanuelle Gagliardi | 6:3, 6:3         |
| 2005                         | Émilie Loit Katarina Srebotnik                 | Eva Birnerová Mara Santangelo            | 6:4, 6:3         |
| 2006                         | Eva Birnerová Jarmila Gajdošová                | Yan Zi Zheng Jie                         | 0:6, 6:4, 6:2    |
| 2007                         | Anabel Medina Garrigues Virginia Ruano Pascual | Chan Chin-wei Tetiana Luzhanska          | 6:1, 5:7, [10:6] |
| 2008                         | Iveta Benešová Barbora Záhlavová-Strýcová      | Petra Cetkovská Lucie Šafářová           | 7:5, 6:4         |